# 苏比亚诺
苏比亚诺（義大利語：Subbiano），是意大利阿雷佐省的一个市镇。总面积78.22平方公里，人口6383人，人口密度81.6人/平方公里（2009年）。ISTAT代码为051037。